# Jack Buetel
Jack Buetel (5 de septiembre de 1915 - 27 de junio de 1989) fue un actor cinematográfico y televisivo de nacionalidad estadounidense.

## Biografía
Nacido en Dallas, Texas, Buetel se mudó a Los Ángeles, California, a finales de la década de 1930 con la intención de iniciar una carrera en el cine. Incapaz de encontrar trabajo como actor, se empleó en una compañía de seguros, siendo descubierto en dicha ocupación por un agente artístico al que le llamó la atención su presencia física.
Presentado a Howard Hughes, que estaba preparando la filmación de The Outlaw, Buetel fue contratado para encarnar al primer personaje, Billy the Kid, pues el actor que iba a hacer el papel, David Bacon, finalmente fue apartado del proyecto. Hughes también contrató a otra recién llegada, Jane Russell, para el personaje principal femenino y, dada la inexperiencia de sus dos estrellas, contó con la colaboración de dos veteranos actores, Thomas Mitchell y Walter Huston.
Buetel firmó contrato para siete años, con un salario de 150 dólares semanales, afirmando Hughes que llegaría a ser una estrella. Rodada entre finales de 1940 e inicios de 1941, The Outlaw se estrenó en 1943, aunque no se distribuyó ampliamente hasta 1946. El film destacó por su violación del Código Hays, relativo a las reglas morales de los contenidos de las películas de la época. Gran parte de la publicidad del film se centró en Jane Russell, la cual iniciaba una sólida carrera en el cine, a pesar de las tibias críticas recibidas por su actuación en The Outlaw.
La interpretación de Buetel también fue muy criticada, y su trayectoria no fue en ascenso, impidiéndole Hughes encontrar trabajo. El director Howard Hawks intentó contar con él para rodar Río Rojo (1948), pero Hughes no lo permitió, siendo el papel para Montgomery Clift.
En 1951 Buetel actuó en Best of the Badmen, su primera actuación en el cine en once años. En años siguientes trabajó en otras cinco películas, además de hacer unas pocas actuaciones televisivas. En 1956 obtuvo el papel de Jeff Taggert en la serie western de Edgar Buchanan Judge Roy Bean, producción en la que también actuaron Jackie Loughery, X Brands, Tristram Coffin, Glenn Strange, y Lash La Rue. La última actuación de Buetel tuvo lugar en 1961 en un episodio de Wagon Train. Además, apareció como él mismo en el especial televisivo de 1982 Night of 100 Stars.
Jack Buetel falleció en 1989 en Portland, Oregón. Fue enterrado en el Cementerio Portland Memorial de Portland.